# Time's Runnin' Out
Time's Runnin' Out è il sesto e ultimo album del gruppo hip hop statunitense Brand Nubian, pubblicato nel 2007.

## Descrizione
| Recensione | Giudizio |
| ---------- | -------- |
| AllMusic   | [ 1 ]    |
| RapReviews | [ 2 ]    |

Il prodotto è registrato nel 1997 e destinato a diventare l'album che riunisce il gruppo, tuttavia non è pubblicato fino al 2007 ed è sostituito da Foundation, pubblicato nel 1998. Complessivamente è inferiore a Foundation, nonostante ciò resta un buon album che presenta qualche perla. Ancorato alla golden age ed essendo stato pubblicato nel 2007, è un album dal suono nostalgico.
Uscito senza promozioni di alcun tipo, è stato ignorato da pubblico e critica.

## Tracce
1. Intro – 0:48 (musica: Grand Puba)
2. Seen Enough – 4:02 (musica: Lord Jamar)
3. Girls, Girls, Girls – 4:01 (musica: Alamo)
4. One Time – 4:22 (musica: Alamo)
5. Scientists of Sound – 4:50 (musica: Lord Finesse & Grand Puba)
6. Time's Runnin' Out – 4:14 (musica: Brand Nubian)
7. Brand Nu Hustle – 3:40 (musica: Grand Puba)
8. Once Again – 3:22 (musica: Lord Jamar)
9. Rockin' It – 3:41 (musica: Grand Puba)
10. I Wanna Hear It – 3:34 (musica: Grand Puba)
11. A Child Is Born – 4:18 (musica: Vance Wright)
12. Right Here – 4:23 (musica: Grand Puba)
13. Enjoy Yourself – 4:08 (musica: Grand Puba)
14. Go Hard – 3:06 (musica: Lord Jamar)
15. Somebody Told a Lie – 4:14 (musica: Lord Jamar)